# Vivelin von Straßburg
Vivelin von Strasbourg (auch Vivelin Rufus (lat.), Vivian le Rous (frz.), Vivelin der Rote; † nach 1347) war ein elsässischer jüdischer Bankier im 14. Jahrhundert. 
Spätestens ab 1336 war Vivelin  in Straßburg ansässig. Über seine Herkunft ist nichts weiter bekannt. Er machte seine größeren Geschäfte mit dem Erzbischof von Trier Balduin von Luxemburg, aber auch mit dem englischen König Eduard III. vor dem Hundertjährigen Krieg 1339. Als Pfand für einen Kredit von insgesamt über 340 000 Gulden wurde ihm zeitweise die englische Königskrone übereignet, die gut 25 000 Gulden wert war. 
Nach 1347 gibt es keine Spuren mehr in den Quellen, er könnte im Straßburger Pogrom 1349 umgekommen sein.